# Steeven Octavia
Pour les articles homonymes, voir Octavia.
Steeven Octavia est un footballeur français international de football de plage, né le 21 août 1987.

## Biographie
En avril 2008, Éric Cantona et son staff intègre 5 joueurs de l'outre-mer à l'équipe de France de football de plage en vue de la Coupe du monde 2008 à Marseille. Évoluant au poste de pivot, Octavia atteint les quarts-de-finale.